# Most Mesi
Most Mesi (albansko Ura e Mesit - 'Most v sredini') je most v vasici Mes ki je približno 5 km severovzhodno od Skadra, v severozahodni Albaniji. Je spomenik v nekdanji občini Postribë, zaradi česar vsako leto privlači veliko turistov iz celega sveta. Most je še posebej zanimiv zaradi svoje arhitekture, ki jo sestavljajo okrogli gladki kamni in kamnite ploščice. Poleg arhitekture pa most obdaja tudi slikovita okolica. Albanski sklad za razvoj je v most investiral 13 milijonov albanskih lekov, s čimer so turistom omogočili dostop do mosta, ker je bil prej nedostopen.
Most je v 18. stoletju, okoli leta 1770 zgradil Kara Mahmud Bushati, ki je bil lokalni osmanski paša nad reko Kir. Gradnja je bila razdeljena v dve fazi. Prva faza je zaobjemala gradnjo sredinskega in sosednjega oboka, druga faza pa vseh ostalih 11 obokov. Namen je bil vzpostaviti povezavo med mestom Skadar in mestom Drišt ter ostalimi mesti na severni strani. Dolg je 108 m, širok 3,4 metra, visok 12,5 metra s 13. oboki in je eden najdaljših mostov Osmanskega cesarstva v regiji. Zgrajen je bil kot del ceste, ki pelje čez Dolino Kir, do Prištine.
Dandanes je most v precej slabem stanju, saj so ga zelo poškodovale uničujoče poplave, ki so povzročile, da so nekateri oboki začeli razpadati.

## Galerija
- Most Mesi, 1906